# Atala (Fahrradhersteller)
Atala ist ein italienischer Hersteller von Fahrrädern und E-Bikes mit Sitz in Monza. Das Unternehmen wurde 1907 von Angelo Gatti gegründet und ist seit 2011 zu 50 % Teil der niederländischen Accell Group. Atala kann leicht verwechselt werden mit dem ehemaligen Motorradhersteller Atala (Mailand) aus der Zwischenkriegszeit.

## Geschichte
Atala wurde 1907 von Angelo Gatti, einem ehemaligen Mitarbeiter von Bianchi, gegründet. Das Unternehmen war nach seiner Mutter Atala Naldi benannt. Bereits in den Anfangsjahren förderte Gatti ein eigenes Radrennteam, das bedeutende Erfolge erzielte: So gewann Luigi Ganna 1909 den ersten Giro d’Italia, gefolgt von Carlo Galetti im Jahr 1910. Auch der Mannschaftssieg von 1912 ging an Atala, mit den Fahrern Ganna, Galetti, ⁣Giovanni Micheletto und Eberardo Pavesi.
1938 übernahm Cesare Rizzato, ein Rahmenbauer aus Padua, die Marke Atala. Bereits seit 1921 hatte er Fahrräder unter dem Namen „Ceriz“ gebaut. In den Folgejahren erweiterte Rizzato sein Angebot um weitere Marken wie „Maino“ und „Dei“.

## Moderne Entwicklung
Nach sportlichen Erfolgen in den 1980er-Jahren (u.  a. Etappensiege beim Giro d’Italia mit dem Team Atala-Campagnolo) geriet das Unternehmen aufgrund hoher Produktionskosten in Italien in eine wirtschaftliche Krise. 2002 wurde Atala von der Familie Rizzato verkauft und zunächst von einer Mailänder Unternehmergruppe und der Bank Antonveneta übernommen. Später ging die Mehrheit an den Unternehmer Ovadya Sarda, der 50 % im Jahr 2011 an die niederländische Accell Group verkaufte.
Seit 2009 hat Atala seinen Sitz in Monza. Produziert wird teils in Italien, teils in Ländern wie der Türkei, China oder Turkmenistan.

## Produkte
Atala produziert heute:
- Fahrräder: Rennräder, Trekking-, City-, BMX-, MTB- und Kinderräder
- E-Bikes mit Tretunterstützung
- Heimtrainer und Fitnessgeräte
- Zubehör und Ersatzteile

## Moped- und Kleinkraftradproduktion
Zwischen 1938 und 2002 stellte Atala zahlreiche Mofas, Mopeds und Kleinkrafträder her, darunter auch Modelle mit Elektroantrieb. Bekannte Modellreihen sind:
Standard-Mopeds (50 cm³):
- Imperial, Sport, Lygie, Freccia d'Oro, Maino, Ringo, 50SL, Mirage, E3, Satan, Mexico

„Tuboni“-Typen:
- Califfone, Califfo, Mini Califfo, Califfo Giò, Uno, Green, Master, Idea, Mustafà

Motorroller:
- Hacker, Skeggia, Byte, Car, Vamos, Carosello, Lepton (elektrisch)